# Rycerka (potok)

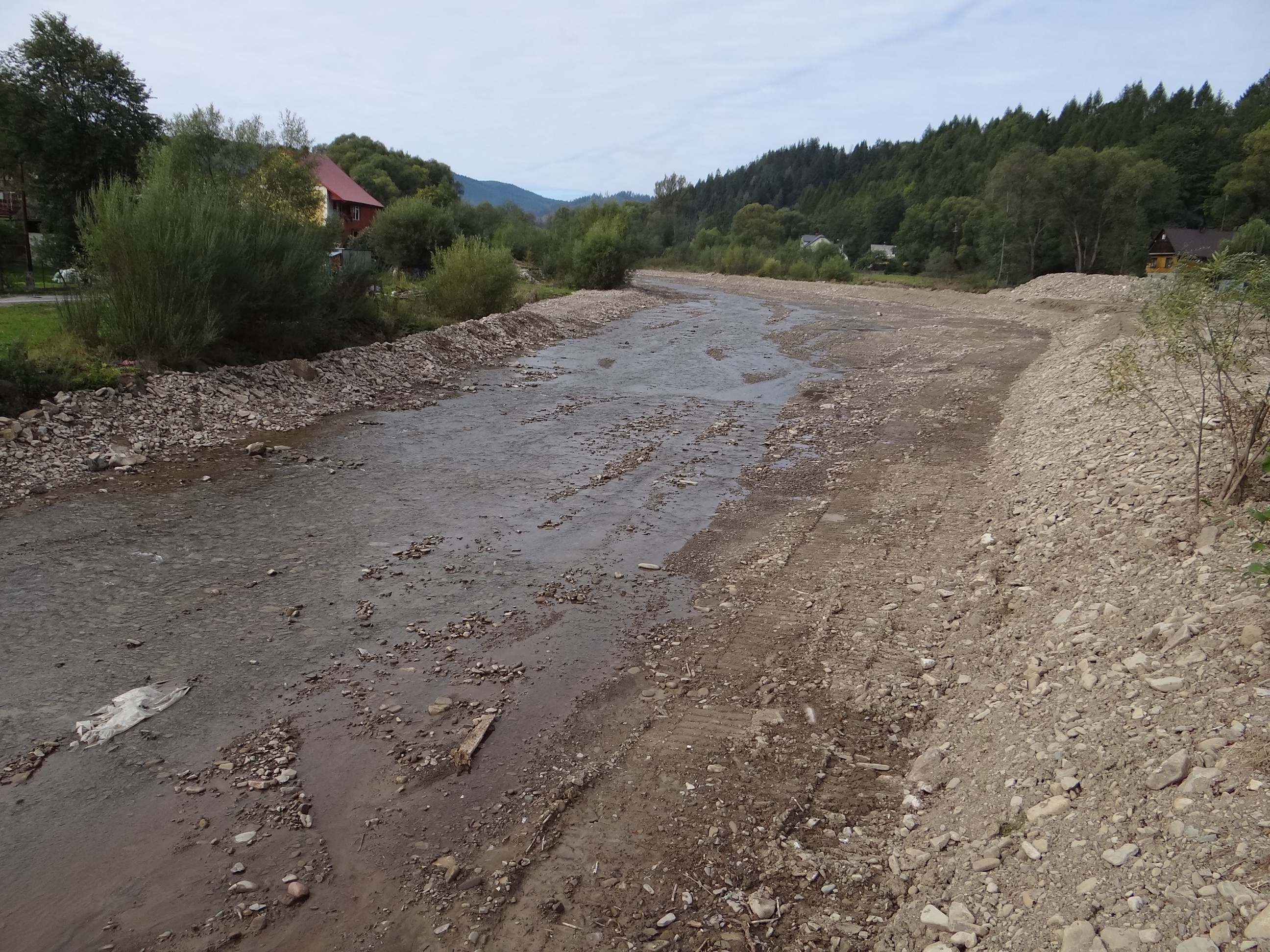
Potok Rycerka w Rycerce Dolnej

Rycerka – potok, dopływ Soły. Jego potokiem źródłowym jest potok Dziobaki, mający liczne źródła na północno-zachodnich stokach grzbietu Mała Rycerzowa – Przełęcz Halna – Wielka Rycerzowa – Majcherowa. Najwyżej położone z tych źródeł znajdują się na wysokości około 1150 m. Spływa w kierunku północno-zachodnim, cały czas przez las i na wysokości około 740 m łączy się z potokiem Majów tworząc Rycerkę. Od tego miejsca Rycerka spływa w kierunku północnym, początkowo nadal przez las, później przez zabudowane tereny miejscowości Rycerka Dolna. Tutaj przyjmuje swój największy dopływ – lewobrzeżny Rycerski Potok, zmienia kierunek na północno-wschodni, potem znów północny i w sąsiedniej miejscowości Rajcza uchodzi do Soły. Następuje to na wysokości 499 m, w miejscu o współrzędnych 49°30′16″N 19°05′36″E/49,504444 19,093333.
Cały bieg i cała zlewnia Rycerki znajdują się w Beskidzie Żywieckim. Głównymi dopływami są potoki: Dziobaki (górny bieg Rycerki), Leżaje, Majów, Rycerski Potok, Widły. Spadek wysokości Rycerki od źródeł do ujścia wynosi około 650 m (łącznie ze źródłowym potokiem Dziobaki), jednak przypada on głównie na górny bieg, w dolnym biegu Rycerka ma już stosunkowo niewielki spadek.